# VR Bank Mecklenburg
Die VR Bank Mecklenburg eG ist eine deutsche Genossenschaftsbank mit Hauptsitz in der Hansestadt Rostock.

## Gründung und Umbenennung
Die heutige VR Bank Mecklenburg eG zählt zu den ältesten Kreditgenossenschaften in Norddeutschland. Seither ist sie in ihrer Entwicklung Teil unserer Region und spiegelt sowohl die wirtschaftliche, die soziale, die politische als auch die geschichtliche Entwicklung wider. Ihren Ursprung findet sie in einer Local-Notiz, die am 6. März 1857 im „Grevesmühlen-Rehna-Gadebuscher Wochenblatt“ verfasst wurde und einen Hinweis auf Aktivitäten zur Gründung einer Genossenschaftsbank lieferte. Die Gründung nach dem Vorbild von Herrmann Schulze in Delitzsch/Sachsen erfolgte am 28. März 1857 unter der Bezeichnung „Vorschuss-Casse“ in Grevesmühlen. Erster Arbeitstag war der 15. April 1857.
Wir erklären die geschichtlichen Eckdaten der weiteren Genossenschaftsbanken im heutigen Geschäftsgebiet der VR Bank Mecklenburg eG:
- 1857 Gründung der Vorschuss-Casse in Grevesmühlen
- 1860 Gründung des Vorschussvereins zu Güstrow
- 1896 Gründung des Brunshauptener Spar- und Darlehnskassenvereins (heute Kühlungsborn)
- 1916 Gründung des Spar- und Darlehnskassen-Verein e.G.m.u.H. für Gadebusch und Umgebung
- 1933 Gründung der VR-Bank eG in Schwerin
- 1935 Gründung der Volksbank eG Güstrow
- 1951 Gründung der Bank für Handwerk und Gewerbe zu Wismar e.G.m.b.H.
- 1974 Zusammenlegung zur „Genossenschaftskasse für Handwerk und Gewerbe der DDR Wismar“ mit den Genossenschaftsbanken in Grevesmühlen und Kühlungsborn
- 1990 Firmierung zur Volksbank Wismar eG
- 1990 Gründung der Raiffeisenbank eG Güstrow
- 1990 Gründung der Raiffeisen Bank und Handelsgenossenschaft eG, Bützow
- 1991 Umfirmierung der Raiffeisen Bank und Handelsgenossenschaft eG, Bützow in Raiffeisenbank Bützow eG
- 1992 Fusion der Volksbank Schwerin eG und der Raiffeisenbank Schwerin eG zur VR-Bank eG
- 1992 Umfirmierung der Genossenschaftskasse für Handel und Gewerbe Güstrow in Volksbank Güstrow-Bützow eG, Sitz Güstrow[3]
- 1993 Fusion mit der Raiffeisenbank eG Parchim zur VR Bank eG
- 1994 Fusion mit der Raiffeisenbank eG Ludwigslust zur VR Bank eG
- 1994 Fusion der Volksbank Güstrow-Bützow eG und der Raiffeisenbank eG, Bützow mit der Raiffeisenbank Güstrow eG zur Volks- und Raiffeisenbank Güstrow-Bützow eG in Güstrow[4]
- 1997 Fusion der Volksbank Wismar eG mit der Raiffeisenbank eG Grevesmühlen zur Volks- und Raiffeisenbank eG, Grevesmühlen
- 1999 Fusion mit Raiffeisenbank eG Wismar zur Volks- und Raiffeisenbank eG, Wismar
- 2000 Fusion der Volksbank Güstrow-Bützow eG mit der Raiffeisenbank Lübz eG zur Volks- und Raiffeisenbank eG, Güstrow
- 2002 Fusion mit der Raiffeisenbank Sternberg eG zur Volks- und Raiffeisenbank eG, Güstrow
- 2005 Fusion mit Raiffeisen-Volksbank eG Gadebusch zur Volks- und Raiffeisenbank eG, Wismar
- 2013 Fusion der Volks- und Raiffeisenbank eG, Güstrow mit der Raiffeisenbank eG Bad Doberan zur Volks- und Raiffeisenbank eG, Güstrow
- 2014 Fusion mit der Volks- und Raiffeisenbank eG, Wismar zur Volks- und Raiffeisenbank eG, Sitzverlegung nach Wismar
- 2020 Fusion mit der VR-Bank eG, Schwerin zur VR Bank Mecklenburg eG, Sitzverlegung nach Schwerin
- 2022 Fusion mit der Rostocker Volks- und Raiffeisenbank eG, Sitzverlegung nach Rostock

Bei den Fusionen ab 2014 war jeweils die ursprünglich Güstrower Genossenschaft übernehmender Rechtsträger, woraus sich trotz zwischenzeitlichem Sitz in Wismar, Schwerin und nun Rostock die "Güstrower" IBAN GENODEF1GUE für die aktuelle Genossenschaft erklärt.